# 에코브리드
에코브리드(echobrid)는 대한민국의 음반사이다.

## 소속 아티스트
- 엑시즈
- 블랙독
- 게이트 플라워즈
- 시나위
- 신대철
- 제이크장